# Fekete inkakolibri
A fekete inkakolibri (Coeligena prunellei) a madarak osztályának sarlósfecske-alakúak (Apodiformes)  rendjébe és a kolibrifélék (Trochilidae) családjába tartozó faj.

## Rendszerezése
A fajt Jules Bourcier francia természettudós írta le 1843-ban, a Trochilus nembe Trochilus prunellei néven.

## Előfordulása
Az Andok hegységben, Kolumbia kis területén honos. Természetes élőhelyei a szubtrópusi vagy trópusi hegyi esőerdők és ültetvények. Állandó, nem vonuló faj.

## Megjelenése
Testhossza 14 centiméter, testtömege 6,4–7 gramm. Tollazata sötét színű, fehér folttal a mellkas két oldalán. Torkán zöldeskék folt van, válla csillogó kék.

## Életmódja
Nektárral táplálkozik.

## Természetvédelmi helyzete
Az elterjedési területe rendkívül kicsi, egyedszáma 10000 alatti és csökken. A Természetvédelmi Világszövetség Vörös listáján sebezhető fajként szerepel.

## Külső hivatkozások
- Képek az interneten a fajról
- Internet Bird Collection - videók a fajról
- Xeno-canto.org - a faj hangja